# Angered
Angered est une localité de Suède située dans la commune de Göteborg du comté de Västra Götaland. On y trouve de nombreux édifices en brique rouge.